# Tia Lúcia
Tía Lúcia es una artista popular brasileña de estilo naif, inspirada en las tradiciones de las tías baianas de Río de Janeiro. Su obra integra artes visuales, canto, danza, performance e historia oral, destacándose por la preservación y reinvención de la memoria afrobrasileña en la región de la Pequeña África, en la zona portuaria de Río de Janeiro.

## Biografía
Tía Lúcia construyó su trayectoria artística en Río de Janeiro, especialmente en la zona portuaria, marcada por la fuerte presencia cultural afrobrasileña. Inspirada en las baianas, mujeres fundamentales para la preservación de las tradiciones religiosas, musicales y gastronómicas de la ciudad, convirtió su práctica en una expresión artística múltiple, que une pintura, música y performance.

## Vida personal
La artista es madre de dos hijos, Lucindo y Ana Gloria. Su hijo Lucindo es padre de Yago, mientras que Ana Gloria tiene seis hijos: Priscila, Aretuza, Jonathan, Laura, Alba y Octavio.  
Cuando Ana Gloria emigró a España, Tía Lúcia asumió el cuidado de tres de sus nietos —Priscila, Aretuza y Jonathan—, ejerciendo a la vez los roles de abuela y madre. Durante ese período trabajaba limpiando casas y cocinando, al mismo tiempo que frecuentaba el Centro Cultural José Bonifácio, donde se dedicaba a sus obras.  
Posteriormente, cuando sus tres nietos viajaron a España, Tía Lúcia se consagró por completo a la creación artística y a la enseñanza de niños en la comunidad, precisamente en el Centro Cultural José Bonifacio y cuando construyeron la Villa Olímpica de Apolinho, ella tenía una habitación sólo para ella dar clases a los niños.

## Estilo
La artista desarrolló un lenguaje singular de carácter naif, en el que mezcla elementos de la memoria colectiva de la Pequeña África con símbolos del mar, la religiosidad afrobrasileña y la cultura popular. Su producción incluye:  
- Artes visuales: murales e intervenciones artísticas en espacios públicos.
- Performance: presentaciones que integran canto, danza y narrativa oral.
- Historia oral: rescate de tradiciones ligadas a las raíces africanas y al territorio portuario de Río.

Su obra se distingue por la valorización de la ancestralidad, la representación femenina y la preservación cultural.

## Obras
Algunas de las obras más destacadas de Tía Lúcia incluyen:
- Murales y pinturas en el Cais do Valongo, sitio reconocido como Patrimonio de la Humanidad por la Unesco.
- Intervención artística en la escalinata de acceso al Morro da Conceição, en la Travessa do Liceu, detrás del Edificio Joseph Gire (A Noite).
- Obras expuestas en el Instituto Pretos Novos (Río de Janeiro).
- Producciones artísticas exhibidas en el Centro Cultural José Bonifácio (CCJB).
- Creaciones presentadas en el Museo de Arte de Río durante la exposición La Pequeña África y el mar de Tía Lúcia.

## Exposiciones y reconocimiento

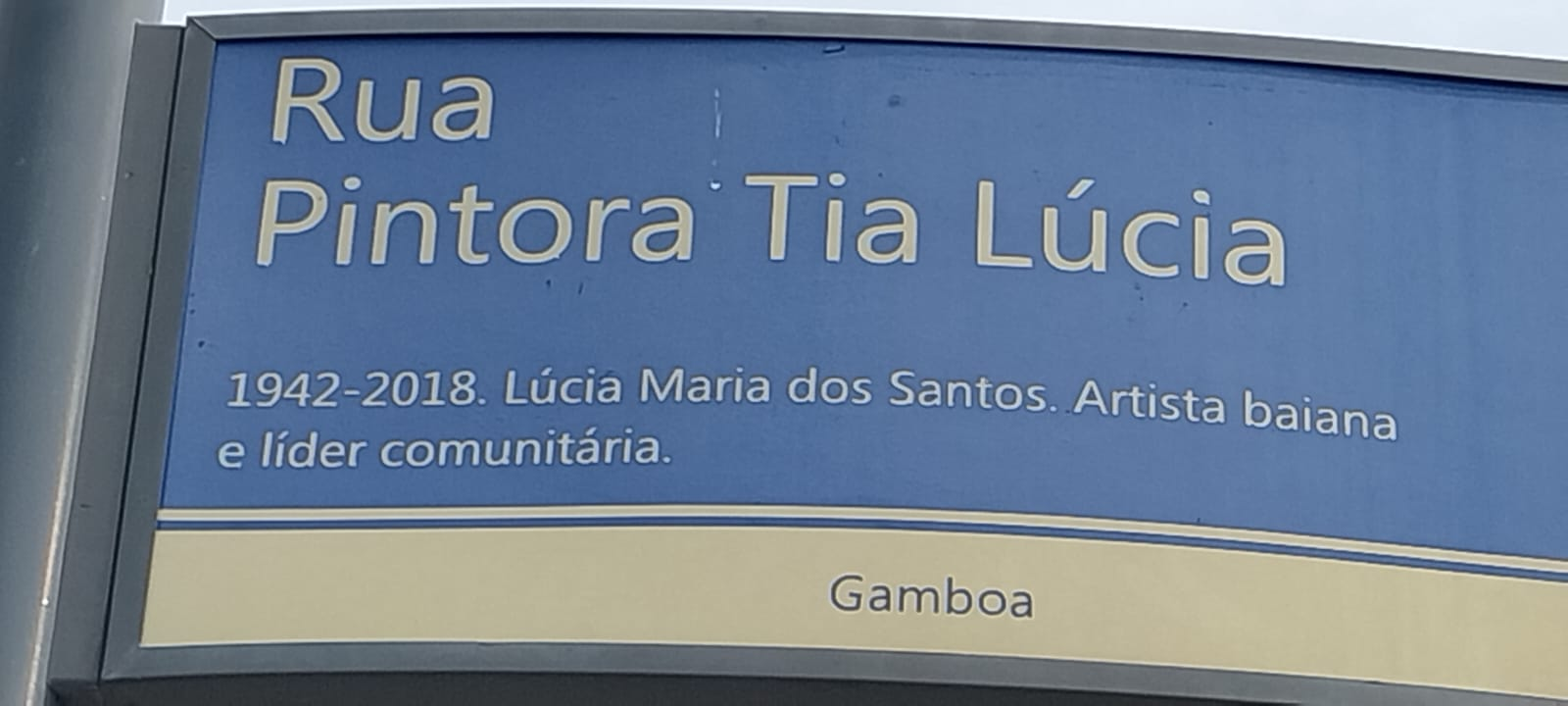

Tía Lúcia dejó obras distribuidas en la ciudad de Río de Janeiro y participó en exposiciones individuales y colectivas en instituciones de referencia, como:  
- Instituto Pretos Novos – espacio de memoria del tráfico de esclavizados en Río.
- Centro Cultural José Bonifácio (CCJB) – institución clave en la Pequeña África.
- Museo de Arte de Río (MAR) – en la muestra La Pequeña África y el mar de Tía Lúcia.[3][4]
- Sedurp  - Hay cuadros de la artista en esta organización que fue en gran parte responsable de la construcción del proyecto Boulevard

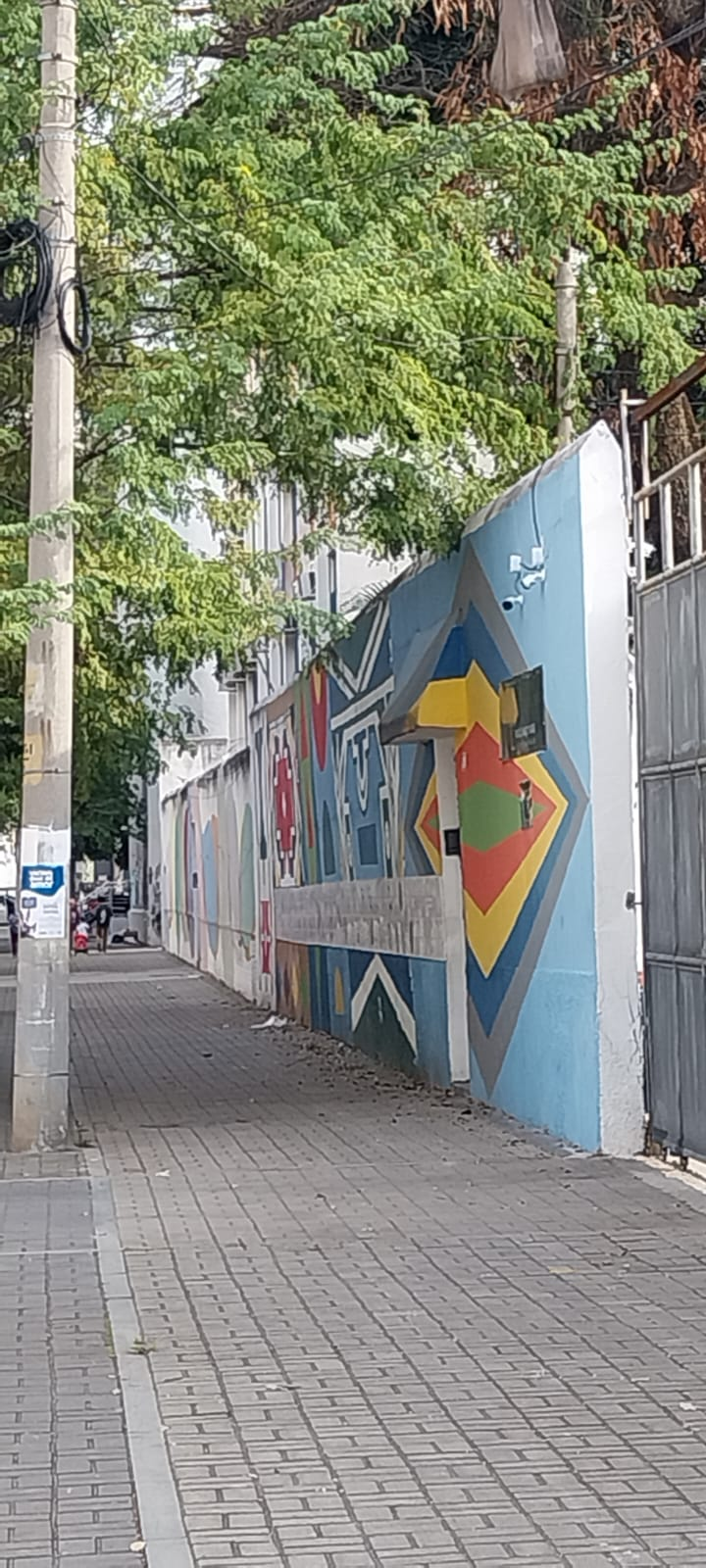

Además, sus creaciones forman parte de lugares de memoria y espacios de circulación popular, como el Cais do Valongo (Patrimonio de la Humanidad por la Unesco) y la escalinata de acceso al Morro da Conceição, en la Travessa do Liceu, detrás del Edificio Joseph Gire (A Noite).
En reconocimiento a su legado artístico y comunitario, una calle de Río de Janeiro lleva su nombre, "Rua Pintora Tia Lúcia.      

## Legado
La obra de Tía Lúcia integra el imaginario cultural de Río de Janeiro, asociada a la resistencia y a la afirmación de la identidad afrobrasileña. Su arte continúa siendo estudiado en instituciones culturales y valorado en exposiciones dedicadas a la memoria de la Pequeña África.  

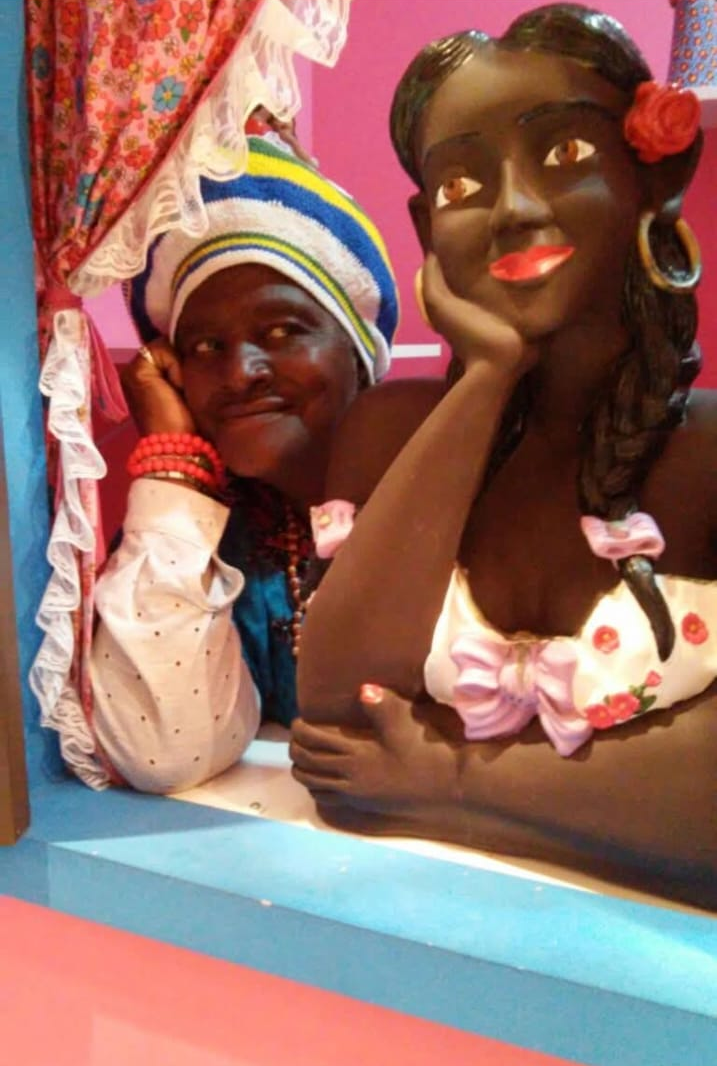
Tia Lucia en Casa Brasil

## Página de homenaje
- Página de homenaje en Facebook — dedicada a la memoria y obra de Tía Lúcia, creada por Sandra Lima .